# Morti nel 2022/Marzo
| Questa pagina contiene informazioni ricavate automaticamente dalle voci biografiche con l'ausilio del template Bio e di un bot. L'aggiornamento è periodico e automatico e ricostruisce completamente la pagina. Se manca una persona in questa lista, sei pregato di non aggiungerla, ma accertati piuttosto che la sua voce biografica contenga il template Bio e che i dati anagrafici siano correttamente compilati. Se il template Bio manca, inseriscilo tu stesso o, in alternativa, metti l'avviso {{tmp\|Bio}} che ne segnala la mancanza. Se i dati riportati sono sbagliati, correggi direttamente la voce biografica; le modifiche saranno visibili in questa lista entro pochi giorni. Per chiarimenti vedi il progetto biografie. La lista contiene solo le 213 persone che sono citate nell'enciclopedia e per le quali è stato implementato correttamente il template Bio. Pagina aggiornata al 18 lug 2025. |

- 1º marzo - Clement Crisp, critico teatrale britannico (n. 1926)
- 1º marzo - Conrad Janis, musicista e attore statunitense (n. 1928)
- 1º marzo - Alevtina Kolčina, fondista sovietica (n. 1930)
- 2 marzo - Emilio Bonucci, attore e doppiatore italiano (n. 1948)
- 2 marzo - Robert Cohen, pugile francese (n. 1930)
- 2 marzo - Alan Ladd Jr., produttore cinematografico statunitense (n. 1937)
- 2 marzo - John Stahl, attore britannico (n. 1953)
- 2 marzo - Frédérick Tristan, scrittore francese (n. 1931)
- 2 marzo - Tony Walton, costumista e scenografo britannico (n. 1934)
- 3 marzo - Tim Considine, attore e fotografo statunitense (n. 1940)
- 3 marzo - Francesca Gargallo, scrittrice e poetessa messicana (n. 1956)
- 3 marzo - Denroy Morgan, cantante giamaicano (n. 1945)
- 3 marzo - Kyotaro Nishimura, scrittore giapponese (n. 1930)
- 3 marzo - Maryan Wisnieski, calciatore francese (n. 1937)
- 3 marzo - Dean Woods, pistard australiano (n. 1966)
- 3 marzo - Rich Yonakor, cestista statunitense (n. 1958)
- 4 marzo - Guido Anzile, ciclista su strada italiano (n. 1928)
- 4 marzo - Anne Beaumanoir, neurologa e neurofisiologa francese (n. 1923)
- 4 marzo - Willy Buer, calciatore norvegese (n. 1928)
- 4 marzo - Ferruccio Castronuovo, attore, regista e cantante italiano (n. 1940)
- 4 marzo - Paula Marosi, schermitrice ungherese (n. 1936)
- 4 marzo - Rolando, calciatore portoghese (n. 1944)
- 4 marzo - Mitchell Ryan, attore statunitense (n. 1934)
- 4 marzo - Shane Warne, crickettista australiano (n. 1969)
- 5 marzo - Lynda Baron, attrice britannica (n. 1939)
- 5 marzo - Agostino Cacciavillan, cardinale e arcivescovo cattolico italiano (n. 1926)
- 5 marzo - Ermanno Capelli, paroliere italiano (n. 1942)
- 5 marzo - Denis Borisovič Kireev, banchiere e agente segreto ucraino (n. 1977)
- 5 marzo - Antonio Martino, politico e economista italiano (n. 1942)
- 5 marzo - Gladys Moisés, politica e avvocata argentina (n. 1961)
- 5 marzo - Giuseppe Wilson, calciatore e dirigente sportivo italiano (n. 1945)
- 5 marzo - Vladimir Žoga, militare russo (n. 1993)
- 6 marzo - Robbie Brightwell, velocista britannico (n. 1939)
- 6 marzo - Wilhelm Huberts, calciatore e allenatore di calcio austriaco (n. 1938)
- 6 marzo - Margit Korondi, ginnasta ungherese (n. 1932)
- 6 marzo - Frank O'Farrell, calciatore e allenatore di calcio irlandese (n. 1927)
- 7 marzo - Mia Ikumi, fumettista giapponese (n. 1979)
- 7 marzo - Connie Norman, cestista statunitense (n. 1953)
- 7 marzo - Muhammad Rafiq Tarar, politico pakistano (n. 1929)
- 8 marzo - Tomás Boy, calciatore e allenatore di calcio messicano (n. 1952)
- 8 marzo - René Clemencic, flautista e musicologo austriaco (n. 1928)
- 8 marzo - Grandpa Elliott, musicista statunitense (n. 1944)
- 8 marzo - Yuriko, ballerina e coreografa statunitense (n. 1920)
- 8 marzo - Gordon Lee, calciatore e allenatore di calcio inglese (n. 1934)
- 8 marzo - Sergej Mandreko, calciatore tagiko (n. 1971)
- 8 marzo - Gyo Obata, architetto statunitense (n. 1923)
- 8 marzo - Jim Richards, giocatore di football americano statunitense (n. 1946)
- 9 marzo - Justice Christopher, calciatore nigeriano (n. 1981)
- 9 marzo - Yves Guérin-Sérac, militare e attivista francese (n. 1926)
- 9 marzo - John Korty, regista, montatore e sceneggiatore statunitense (n. 1936)
- 9 marzo - Jimmy Lydon, attore cinematografico e produttore televisivo statunitense (n. 1923)
- 9 marzo - Burton Mack, biblista e storico delle religioni statunitense (n. 1931)
- 9 marzo - Emilio Mattioni, architetto italiano (n. 1934)
- 10 marzo - Emilio Delgado, attore statunitense (n. 1940)
- 10 marzo - John Elliott, storico britannico (n. 1930)
- 10 marzo - Vladimir Frolov, generale russo (n. 1967)
- 10 marzo - Mario Gigante, mafioso statunitense (n. 1923)
- 10 marzo - Édith Tavert, cestista e allenatrice di pallacanestro francese (n. 1929)
- 10 marzo - Mario Terán, militare boliviano (n. 1942)
- 11 marzo - Rupiah Banda, politico zambiano (n. 1937)
- 11 marzo - Traci Braxton, cantante e personaggio televisivo statunitense (n. 1971)
- 11 marzo - Paul Genevay, velocista francese (n. 1939)
- 11 marzo - Giovanni Giuliano, politico italiano (n. 1949)
- 11 marzo - Jürgen Grabowski, calciatore e allenatore di calcio tedesco (n. 1944)
- 11 marzo - Masamitsu Hidaka, regista e sceneggiatore giapponese (n. 1960)
- 11 marzo - Sergio Picciafuoco, criminale italiano (n. 1945)
- 11 marzo - Timmy Thomas, cantante, tastierista e compositore statunitense (n. 1944)
- 12 marzo - Alain Krivine, politico francese (n. 1941)
- 12 marzo - Sergio Nelli, scrittore e filosofo italiano (n. 1954)
- 12 marzo - Karl Offmann, politico mauriziano (n. 1940)
- 12 marzo - Biagio Proietti, sceneggiatore, regista e scrittore italiano (n. 1940)
- 12 marzo - Pete St. John, cantautore irlandese (n. 1932)
- 13 marzo - Mino Bellei, attore, regista e commediografo italiano (n. 1936)
- 13 marzo - Erhard Busek, politico austriaco (n. 1941)
- 13 marzo - Andreina De Clementi, storica italiana (n. 1940)
- 13 marzo - Vic Elford, pilota automobilistico britannico (n. 1935)
- 13 marzo - Armando Ginesi, critico d'arte italiano (n. 1938)
- 13 marzo - Maureen Howard, scrittrice statunitense (n. 1930)
- 13 marzo - William Hurt, attore statunitense (n. 1950)
- 13 marzo - Maks Levin, fotografo ucraino (n. 1981)
- 13 marzo - Svetlana Panjutina, biatleta russa (n. 1967)
- 13 marzo - Brent Renaud, giornalista, fotoreporter e regista statunitense (n. 1971)
- 13 marzo - Stepan Tarabalka, militare e aviatore ucraino (n. 1993)
- 13 marzo - Sandra Warner, attrice, modella e cantante statunitense (n. 1934)
- 13 marzo - Əjdər İsmayılov, filologo, politico e insegnante azero (n. 1938)
- 14 marzo - Gianluca Ferraris, giornalista e scrittore italiano (n. 1976)
- 14 marzo - Charles Greene, velocista statunitense (n. 1945)
- 14 marzo - Scott Hall, wrestler statunitense (n. 1958)
- 14 marzo - Dave Hill, giocatore di football americano statunitense (n. 1941)
- 14 marzo - Luigi Masperi, calciatore italiano (n. 1930)
- 14 marzo - Anna Montinari, attrice teatrale e modella italiana (n. 1935)
- 14 marzo - Akira Takarada, attore giapponese (n. 1934)
- 15 marzo - Sergio Canciani, giornalista italiano (n. 1946)
- 15 marzo - Lauro Cavazos, politico statunitense (n. 1927)
- 15 marzo - Tuğrul Demir, cestista turco (n. 1935)
- 15 marzo - Francesco Mandarini, politico, dirigente d'azienda e giornalista italiano (n. 1942)
- 15 marzo - Anthony Marchi, calciatore e allenatore di calcio inglese (n. 1933)
- 15 marzo - Oleg Mitjaev, generale russo (n. 1974)
- 15 marzo - Eugene Parker, astronomo statunitense (n. 1927)
- 15 marzo - Anneli Sauli, attrice finlandese (n. 1932)
- 16 marzo - Piet Bukman, politico olandese (n. 1934)
- 16 marzo - Angelo Deodati, imprenditore e dirigente sportivo italiano (n. 1935)
- 16 marzo - Vic Fazio, politico statunitense (n. 1942)
- 16 marzo - Dick Knostman, cestista statunitense (n. 1931)
- 16 marzo - Kendall Rhine, cestista statunitense (n. 1943)
- 16 marzo - Enrico Rovini, calciatore italiano (n. 1928)
- 16 marzo - Slobodan Škrbić, calciatore jugoslavo (n. 1944)
- 16 marzo - Kunimitsu Takahashi, pilota motociclistico giapponese (n. 1940)
- 17 marzo - Christopher Alexander, architetto austriaco (n. 1936)
- 17 marzo - Giampiero Bartoli, calciatore italiano (n. 1934)
- 17 marzo - Peter Bowles, attore britannico (n. 1936)
- 17 marzo - Artem Datsyshyn, ballerino ucraino (n. 1979)
- 17 marzo - Bill Johnson, scrittore di fantascienza e giornalista statunitense (n. 1956)
- 17 marzo - Tony Nash, bobbista britannico (n. 1936)
- 17 marzo - Oksana Švec', attrice ucraina (n. 1955)
- 18 marzo - Aleksej Bacharev, calciatore russo (n. 1976)
- 18 marzo - Tom Barrise, allenatore di pallacanestro statunitense (n. 1954)
- 18 marzo - Alberto Bazzarini, calciatore e allenatore di calcio italiano (n. 1940)
- 18 marzo - Kelly Cherry, scrittrice, poetessa e saggista statunitense (n. 1940)
- 18 marzo - Ezio Damolin, combinatista nordico e saltatore con gli sci italiano (n. 1944)
- 18 marzo - Manouchehr Hezarkhani, politico, scrittore e attivista iraniano (n. 1934)
- 18 marzo - Anders Hermodsson, giocatore di football americano e allenatore di football americano svedese (n. 1989)
- 18 marzo - Michel Holley, architetto francese (n. 1924)
- 18 marzo - Chaim Kanievsky, rabbino, teologo e educatore israeliano (n. 1928)
- 18 marzo - Andy Lochhead, calciatore scozzese (n. 1941)
- 18 marzo - Bernabé Martí, tenore spagnolo (n. 1928)
- 18 marzo - Åge Sørensen, calciatore norvegese (n. 1937)
- 18 marzo - Don Young, politico statunitense (n. 1933)
- 19 marzo - Shahabuddin Ahmed, politico bangladese (n. 1930)
- 19 marzo - Federico Martín Aramburú, rugbista a 15 e dirigente d'azienda argentino (n. 1980)
- 19 marzo - Scoey Mitchell, attore e personaggio televisivo statunitense (n. 1930)
- 20 marzo - Raimon Carrasco, imprenditore spagnolo (n. 1924)
- 20 marzo - Adriana Hoffmann, biologa e botanica cilena (n. 1940)
- 20 marzo - Reine Wisell, pilota automobilistico svedese (n. 1941)
- 20 marzo - Tom Young, allenatore di pallacanestro e cestista statunitense (n. 1932)
- 21 marzo - Shinji Aoyama, regista, sceneggiatore e montatore giapponese (n. 1964)
- 21 marzo - Giorgio Buratti, contrabbassista italiano (n. 1935)
- 21 marzo - Yvan Colonna, attivista francese (n. 1960)
- 21 marzo - Lawrence Dane, attore, sceneggiatore e regista canadese (n. 1937)
- 21 marzo - Liane Daydé, ballerina e attrice francese (n. 1932)
- 21 marzo - Vitalij Vjačeslavovič Mel'nikov, regista sovietico (n. 1928)
- 21 marzo - Nikolaj Osjanin, calciatore sovietico (n. 1941)
- 21 marzo - József Raduly, calciatore ungherese (n. 1927)
- 21 marzo - Rodolfo Sacco, giurista italiano (n. 1923)
- 21 marzo - Carlos Salinas, calciatore peruviano (n. 1938)
- 21 marzo - Eva-Ingeborg Scholz, attrice e doppiatrice tedesca (n. 1928)
- 21 marzo - Fevzi Zemzem, calciatore e allenatore di calcio turco (n. 1941)
- 22 marzo - Giovanni Battezzato, attore e doppiatore italiano (n. 1950)
- 22 marzo - Trevor Colman, politico britannico (n. 1941)
- 22 marzo - Elspeth Howe, politica britannica (n. 1932)
- 22 marzo - Vittorio Rizzi, politico italiano (n. 1937)
- 22 marzo - Elnardo Webster, cestista statunitense (n. 1948)
- 23 marzo - Madeleine Albright, politica e diplomatica statunitense (n. 1937)
- 23 marzo - Raven Alexis, attrice pornografica statunitense (n. 1987)
- 23 marzo - Oksana Baulina, giornalista russa (n. 1979)
- 23 marzo - Joël Houssin, sceneggiatore e scrittore francese (n. 1953)
- 23 marzo - Marco Pivato, giornalista, saggista e divulgatore scientifico italiano (n. 1980)
- 24 marzo - Kirk Baptiste, velocista statunitense (n. 1963)
- 24 marzo - Paul de Casteljau, fisico, matematico e ingegnere francese (n. 1930)
- 24 marzo - John McLeod, compositore britannico (n. 1934)
- 24 marzo - Carlo Mario Nardinocchi, politico italiano (n. 1932)
- 25 marzo - Birago Balzano, fumettista italiano (n. 1936)
- 25 marzo - Bobby Hendricks, cantante statunitense (n. 1938)
- 25 marzo - Piero Cazzaniga, calciatore italiano (n. 1932)
- 25 marzo - Jacky Dorsey, cestista statunitense (n. 1954)
- 25 marzo - Taylor Hawkins, batterista statunitense (n. 1972)
- 25 marzo - Kathryn Hays, attrice statunitense (n. 1933)
- 25 marzo - Philip Jeck, artista e musicista inglese (n. 1952)
- 26 marzo - Gianni Cavina, attore e sceneggiatore italiano (n. 1940)
- 26 marzo - Alessandro Dal Lago, sociologo italiano (n. 1947)
- 26 marzo - Peter Gunby, allenatore di calcio e calciatore inglese (n. 1934)
- 26 marzo - Aimé Mignot, allenatore di calcio e calciatore francese (n. 1932)
- 26 marzo - James Moriarty, vescovo cattolico irlandese (n. 1936)
- 26 marzo - Gianfranco Trombini, calciatore italiano (n. 1944)
- 27 marzo - Lars Bloch, attore e compositore danese (n. 1938)
- 27 marzo - Titus Buberník, calciatore cecoslovacco (n. 1933)
- 27 marzo - Ayaz Mütallibov, politico azero (n. 1938)
- 27 marzo - Hans Perrier, cestista e allenatore di pallacanestro olandese (n. 1936)
- 27 marzo - Aleksandra Zabelina, schermitrice sovietica (n. 1937)
- 28 marzo - Marvin J. Chomsky, regista statunitense (n. 1929)
- 28 marzo - Naci Erdem, calciatore turco (n. 1931)
- 28 marzo - Antonios Naguib, cardinale e patriarca cattolico egiziano (n. 1935)
- 29 marzo - Francesco Barra, politico italiano (n. 1949)
- 29 marzo - Paul Benioff, fisico statunitense (n. 1930)
- 29 marzo - Prema Gopalan, attivista indiana
- 29 marzo - Paul Herman, attore statunitense (n. 1946)
- 29 marzo - Milonja Kaličanin, calciatore jugoslavo (n. 1938)
- 29 marzo - Sauro Scavolini, regista e sceneggiatore italiano (n. 1934)
- 29 marzo - Zigmunds Skujiņš, scrittore lettone (n. 1926)
- 29 marzo - Alan Wooler, calciatore inglese (n. 1953)
- 30 marzo - Dolores Castro, poetessa, saggista e critica letteraria messicana (n. 1923)
- 30 marzo - Mathew Cheriankunnel, vescovo cattolico indiano (n. 1930)
- 30 marzo - Juan Carlos Cárdenas, calciatore argentino (n. 1945)
- 30 marzo - Maria Romana Catti De Gasperi, saggista, politica e partigiana italiana (n. 1923)
- 30 marzo - Egon Franke, schermidore polacco (n. 1935)
- 30 marzo - Wolf Muser, attore tedesco (n. 1950)
- 30 marzo - Tom Parker, cantante, disc jockey e personaggio televisivo inglese (n. 1988)
- 30 marzo - John Peake, hockeista su prato britannico (n. 1924)
- 30 marzo - Urbano Zea, cestista messicano (n. 1937)
- 31 marzo - Georgi Atanasov, politico bulgaro (n. 1933)
- 31 marzo - Federico Baroschi, politico e ingegnere italiano (n. 1940)
- 31 marzo - Rıdvan Bolatlı, calciatore turco (n. 1928)
- 31 marzo - Oleksij Cybko, rugbista a 15, dirigente sportivo e politico ucraino (n. 1967)
- 31 marzo - Patrick Demarchelier, fotografo francese (n. 1943)
- 31 marzo - Zoltán Friedmanszky, calciatore ungherese (n. 1934)
- 31 marzo - Silvano Girotto, religioso italiano (n. 1939)
- 31 marzo - Richard Howard, poeta, traduttore e critico letterario statunitense (n. 1929)
- 31 marzo - Aldo Lo Schiavo, storico della filosofia italiano (n. 1934)
- 31 marzo - Patricia MacLachlan, scrittrice e insegnante statunitense (n. 1938)
- 31 marzo - Tullio Moneta, mercenario e attore italiano (n. 1937)
- 31 marzo - Francisco Pardo Artigas, vescovo cattolico spagnolo (n. 1946)
- 31 marzo - Patricia Poblete, politica e economista cilena (n. 1946)
- 31 marzo - Horst Wruck, calciatore tedesco orientale (n. 1946)